# Alyssum discolor
Alyssum discolor är en korsblommig växtart som beskrevs av Theodore `Ted' Robert Dudley och Hub.-mor. Alyssum discolor ingår i släktet stenörter, och familjen korsblommiga växter. Inga underarter finns listade i Catalogue of Life.